# Nick Maximov
Nicholas Ivan Maximov (Bend, Oregón, Estados Unidos, 23 de diciembre de 1997) es un artista marcial mixto estadounidense que compite en la división de peso medio de Ultimate Fighting Championship.

## Primeros años
Comenzó con el karate y el taekwondo a los 11 años, y luego se inició en el jiu-jitsu. Luchó en la escuela secundaria y tuvo un gran éxito en el equipo de lucha de Chico High, con 137 victorias y 37 derrotas. Siguió luchando mientras asistía a la universidad, primero en el Colegio Comunitario Clackamas y, brevemente, en la Universidad Estatal de Oregón, obteniendo honores de All-American durante su segunda temporada en el Colegio Comunitario Clackama.
A través de una introducción gracias a que su padre era amigo de un compañero de entrenamiento de los hermanos Diaz, Nick comenzó a entrenar en la Academia Nate Diaz en Stockton.

## Carrera en las artes marciales mixtas

### Inicios
Debutó como profesional de las MMA en el KOTC Terminal Velocity, donde derrotó a Nick Piecuch por TKO en el primer asalto, seguido de una kimura en el segundo asalto en el Hard Fought Championships 1 contra Bruno Casillas. Derrotó a William Hope por TKO en el primer asalto en Iron Pit Promotions High Desert Brawl 14, antes de conseguir una sumisión por detrás en el primer asalto en KOTC Return to Order.
Se enfrentó a Johnny James Jr. en LFA 91. Ganó el combate por sumisión en el segundo asalto.
Se esperaba que se enfrentara a Matheus Scheffel el 17 de noviembre de 2020 en el Dana White's Contender Series 36. Sin embargo, Scheffel se retiró del combate y fue sustituido por Oscar Cota, a quien también se le retiró su oponente. Ganó el combate por decisión unánime, pero no obtuvo un contrato con la UFC.

### Ultimate Fighting Championship
En junio de 2021 se anunció que había firmado con la UFC.
Se esperaba que se enfrentara a Karl Roberson el 25 de septiembre de 2021 en UFC 266. Sin embargo, debido a problemas médicos, Roberson se vio obligado a retirarse del evento y fue sustituido por Cody Brundage. Ganó el combate por decisión unánime.
Se enfrentó a Punahele Soriano el 5 de febrero de 2022 en UFC Fight Night: Hermansson vs. Strickland. Ganó el combate por decisión dividida. 12 de las 16 puntuaciones de los medios de comunicación se lo dieron a Maximov.
Se enfrentó a Andre Petroski el 14 de mayo de 2022 en UFC on ESPN: Błachowicz vs. Rakić. Perdió el combate por sumisión en el primer asalto.
Se enfrentó a Jacob Malkoun el 15 de octubre de 2022 en UFC Fight Night: Grasso vs. Araújo. Perdió el combate por decisión unánime.

## Récord en artes marciales mixtas
| Resultado | Récord | Oponente           | Método                                          | Evento                                     | Fecha                    | Ronda | Tiempo | Localización                | Notas                                  |
| --------- | ------ | ------------------ | ----------------------------------------------- | ------------------------------------------ | ------------------------ | ----- | ------ | --------------------------- | -------------------------------------- |
| Derrota   | 8-2    | Jacob Malkoun      | Decisión (unánime)                              | UFC Fight Night: Grasso vs. Araújo         | 15 de octubre de 2022    | 3     | 5:00   | Las Vegas, Nevada           |                                        |
| Derrota   | 8-1    | Andre Petroski     | Sumisión técnica (estrangulamiento de anaconda) | UFC on ESPN: Błachowicz vs. Rakić          | 14 de mayo de 2022       | 1     | 1:16   | Las Vegas, Nevada           |                                        |
| Victoria  | 8-0    | Punahele Soriano   | Decisión (dividida)                             | UFC Fight Night: Hermansson vs. Strickland | 5 de febrero de 2022     | 3     | 5:00   | Las Vegas, Nevada           |                                        |
| Victoria  | 7-0    | Cody Brundage      | Decisión (unánime)                              | UFC 266                                    | 25 de septiembre de 2021 | 3     | 5:00   | Las Vegas, Nevada           | Debut en el peso medio.                |
| Victoria  | 6-0    | Oscar Cota         | Decisión (unánime)                              | Dana White's Contender Series 36           | 17 de noviembre de 2021  | 3     | 5:00   | Las Vegas, Nevada           | Debut en el peso pesado.               |
| Victoria  | 5-0    | Johnny James Jr.   | Sumisión (estrangulamiento por detrás)          | LFA 91                                     | 11 de septiembre de 2020 | 2     | 4:01   | Sioux Falls, Dakota del Sur |                                        |
| Victoria  | 4-0    | Robert Allensworth | Sumisión (estrangulamiento por detrás)          | KOTC: Return to Order                      | 11 de enero de 2020      | 1     | 1:37   | Oroville, California        |                                        |
| Victoria  | 3-0    | William Hope       | TKO (puñetazos)                                 | High Desert Brawl 14                       | 10 de agosto de 2019     | 1     | 1:35   | Susanville, California      |                                        |
| Victoria  | 2-0    | Bruno Casillas     | Sumisión (kimura)                               | Hard Fought Championship 1                 | 27 de julio de 2019      | 2     | 3:44   | Redding, California         | Debut en el peso semipesado.           |
| Victoria  | 1-0    | Nick Piecuch       | TKO (puñetazos)                                 | KOTC: Terminal Velocity                    | 6 de octubre de 2018     | 1     | 0:23   | Oroville, California        | Combate de peso acordado (195 libras). |